# Dillon (Carolina del Sud)
Dillon és una població dels Estats Units a l'estat de Carolina del Sud. Segons el cens del 2000 tenia 6.316 habitants.

## Demografia
Segons el cens del 2000, Dillon tenia 6.316 habitants, 2.511 habitatges i 1.649 famílies. La densitat de població era de 505,9 habitants/km².
Dels 2.511 habitatges en un 30,2% hi vivien nens de menys de 18 anys, en un 39,4% hi vivien parelles casades, en un 22,3% dones solteres, i en un 34,3% no eren unitats familiars. En el 30,8% dels habitatges hi vivien persones soles el 14,3% de les quals corresponia a persones de 65 anys o més que vivien soles. El nombre mitjà de persones vivint en cada habitatge era de 2,48 i el nombre mitjà de persones que vivien en cada família era de 3,12.
Per edats la població es repartia de la següent manera: un 27,6% tenia menys de 18 anys, un 8,2% entre 18 i 24, un 24,2% entre 25 i 44, un 23,5% de 45 a 60 i un 16,4% 65 anys o més.
L'edat mediana era de 38 anys. Per cada 100 dones de 18 o més anys hi havia 72,8 homes.
La renda mediana per habitatge era de 25.267$ i la renda mediana per família de 34.758$. Els homes tenien una renda mediana de 26.897$ mentre que les dones 19.031$. La renda per capita de la població era de 15.075$. Entorn del 20% de les famílies i el 26% de la població estaven per davall del llindar de pobresa.

## Poblacions més properes
El següent diagrama mostra les poblacions més properes.